# ليزلي بي. باتلر
ليزلي بي. باتلر (بالإنجليزية: Leslie B. Butler)‏ هو سياسي أمريكي، ولد في 1905، وتوفي في 14 ديسمبر 1984. نشط حزبياً في الحزب الجمهوري.